# 阿克維爾 (紐約州)
阿克維爾（英語：Arkville）是位於美國紐約州特拉華縣的非建制地區。

## 歷史
阿克維爾的郵局自1837年營運至今。

## 地理
阿克維爾所處的海拔為高於海平面416米（即1365英呎），而該地所採用的時區為UTC-5，即北美东部时区（EST）。同時該地設有夏令時間，為UTC-5調快一小時，即UTC-4（EDT）。